# Murène commune
Muraena helena
Espèce
Statut de conservation UICN

 LC  : Préoccupation mineure
Répartition géographique
Synonymes
Muraenophis helena (Linnaeus, 1758)
Gymnothorax muraena (Bloch & Schneider, 1801)
Muraena romana (Shaw, 1803)
Muraena punctata (Rafinesque, 1810)
Muraena variegata (Rafinesque, 1810)
Muraenophis fulva (Risso, 1810)
Muraena guttata (Risso, 1827)
Limamuraena guttata (Risso, 1827)
Muraena helena australiae (Richardson, 1848)
Muraena australiae (Richardson, 1848)
Thyrsoidea atlantica (Johnson, 1862)
Muraena vorax (Ogilby, 1907)
Muraena bettencourti (Osório, 1911)
Muraenophis bettencourti (Osório, 1911)
Murenophis bettencourti (Osório, 1911)
La Murène commune (Muraena helena) est une espèce de poissons de la famille des Muraenidae. Reconnaissable à son corps épais et allongée et sa tête caractéristique, on la trouve dans toute la Méditerranée et dans l'Atlantique nord-est.

## Dénominations

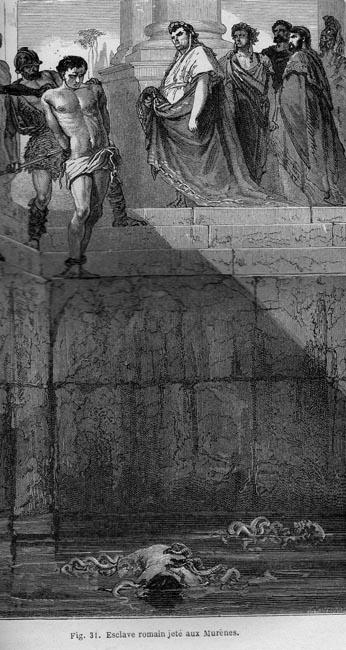
Pollion Vedius faisant jeter un esclave aux murènes, gravure d'Albert Robida, 1883

Le nom Muraena provient du grec smyraina ou myraina et est le nom donné par Aristote à ce poisson dans son Histoire des animaux. Selon la légende, il serait issu du nom d'un riche romain, Licinius Murena, qui possédait des viviers remplis de murènes apprivoisées et dans lesquels il jetait les esclaves peu obéissants. Des faits similaires ont été rapportés de Vedius Pollion.
L'épithète spécifique murena fait probablement référence à Hélène, la fille de Zeus dans la mythologie grecque.

## Caractéristiques
Son corps anguilliforme, robuste et légèrement comprimé latéralement, ne possède pas d'écaille mais est recouvert de mucus. Elle possède des narines tubulaires, et le front des adultes présente des replis de peau caractéristiques. La bouche s'ouvre jusqu'en arrière des yeux, et les dents y sont longues et pointues à l'avant et petites et coniques au fond. 
La murène commune ne possède pas de nageoires pectorales, mais des nageoires dorsale et anale fusionnées en une seule qui va des ouïes au bout de la queue.
Elle atteint une taille de 1 m à l'âge de 10 ans, 1,20 m à 15 ans et peut mesurer jusqu'à 1,50 m de long.

## Écologie et comportement

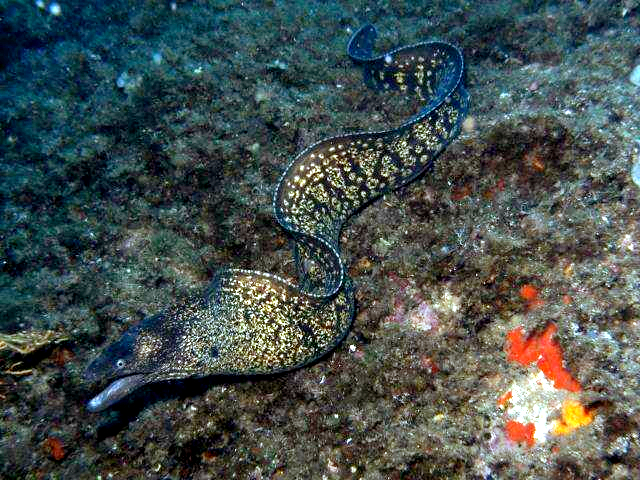
Dépourvue de nageoires pectorales et caudale, la Murène commune nage en ondulant.

### Alimentation
Chasseuse nocturne, elle se nourrit de poissons, de céphalopodes, de crustacés et parfois de charognes et d'algues,. Une étude menée en Tunisie sur 411 murènes a révélé une proportion de 98,5 % des poissons osseux dans son régime alimentaire, dont 28,5 % de sparaillons et 7,5 % de sars à tête noire, et une étude portant sur des murènes de l'Adriatique a conclu que le poisson le plus consommé était la mostelle, et que les crustacés les plus prédatés étaient Galathea strigosa et Pilumnus hirtellus.
Mauvaise nageuse à la vue médiocre, elle chasse souvent à l'affût depuis sa crevasse, attendant qu'une proie passe à proximité et la repérant grâce à son odorat très développé, mais peut également rechercher de la nourriture dans les herbiers de posidonie.
Si une proie s'avère trop grosse pour l'ingérer directement, la Murène commune la maintient dans sa gueule, forme une sorte de nœud avec sa queue qu'elle rapproche ensuite de sa tête, puis projette sa tête en arrière et déchiquette ainsi la proie.

### Reproduction
Le cycle de vie et la reproduction de la Murène commune sont encore mal connus en raison de ses mœurs nocturnes. La reproduction se déroule en été, de juillet à septembre. Les œufs produisent des larves transparentes et plates, les leptocéphales, qui flottent au gré des courants pendant environ un an avec le plancton, puis la jeune murène rejoint le fond et commence sa vie de prédateur benthique.

### Vie associée
On peut souvent observer la Murène commune en compagnie de crevettes cavernicoles rouges (Lysmata seticaudata) nettoyant les parasites présents dans la bouche, les orifices respiratoires et sur la peau du poisson. Des associations avec des lépadogastères de Candolle et des blennies de Roux ont également été observées.

## Habitat et répartition

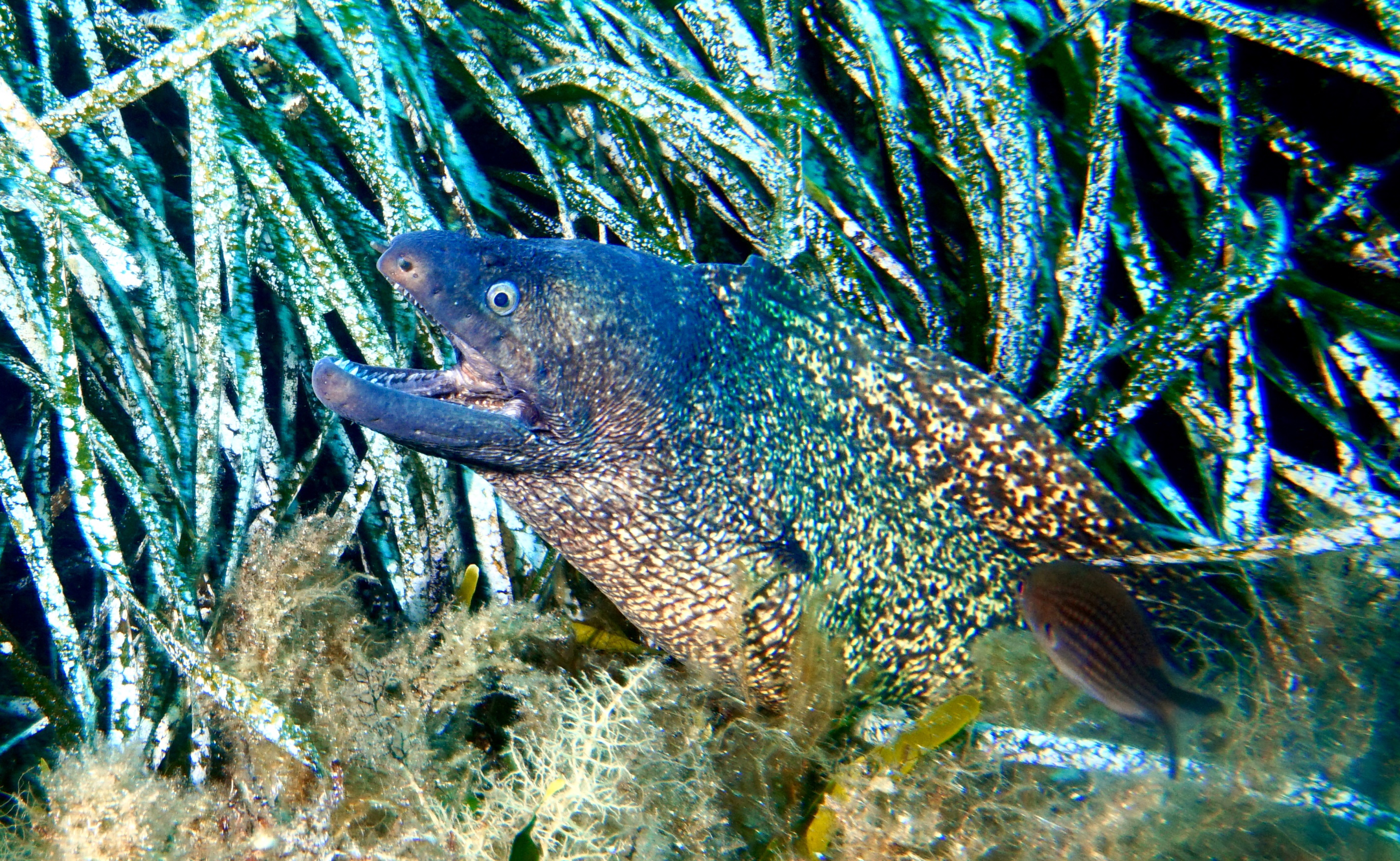
La Murène commune se rencontre également dans la posidonie, ici à Giannutri en Toscane.

La Murène commune est présente dans toute la mer Méditerranée, ainsi qu'en Atlantique est des îles Britanniques au Sénégal en passant par les Açores, le Cap-Vert et les îles Canaries.
On la rencontre sur les fonds rocheux, dans les crevasses, les anfractuosités et les amphores mais également dans les herbiers de posidonie, de la surface jusqu'à une centaine de mètres de profondeur. Elle est notamment commune dans les épaves, qui offrent de nombreuses cachettes.

## La Murène commune et l'humain

### Menaces et conservation

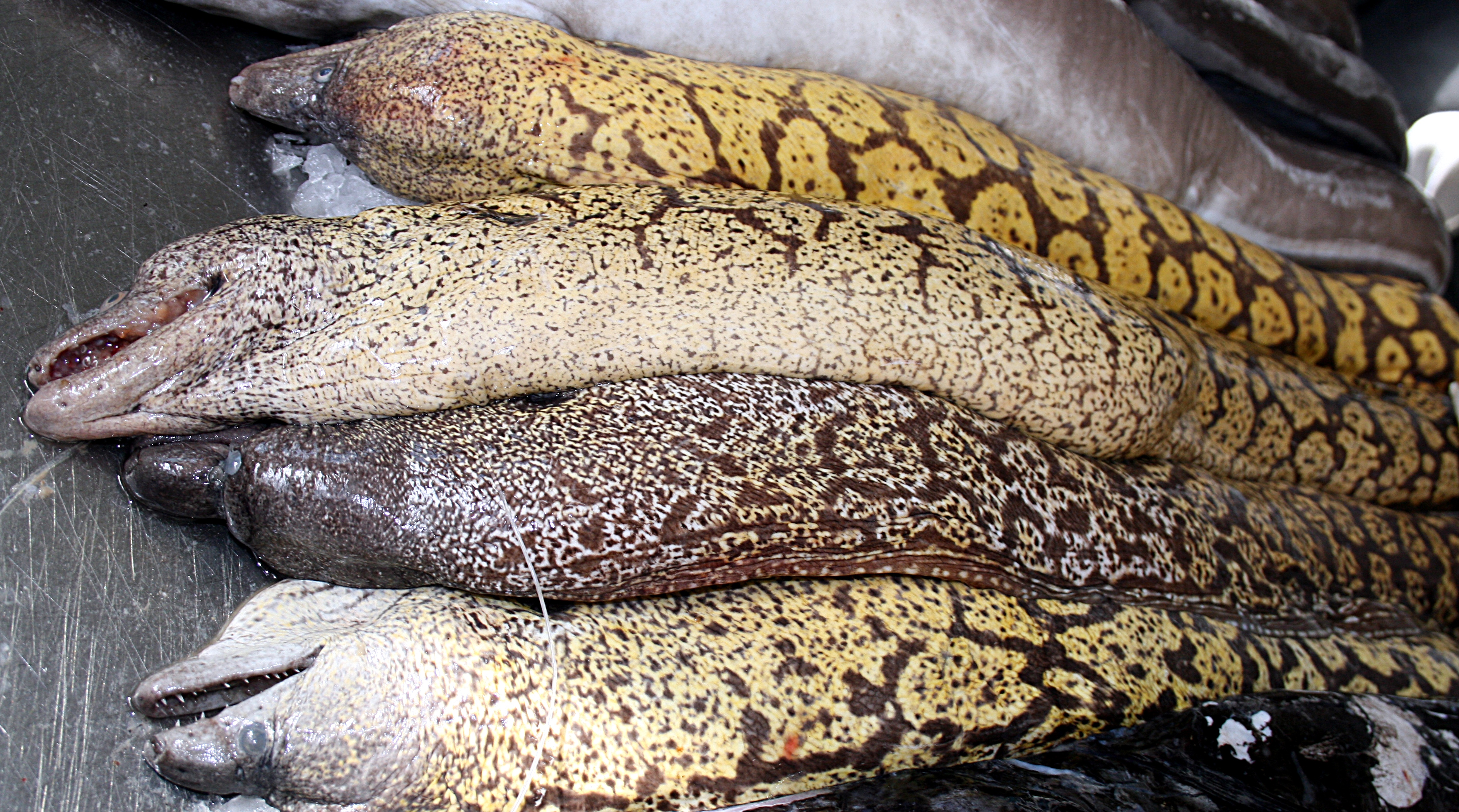
Murènes communes sur un marché de Madère.

La Murène commune ne bénéficie d'aucun statut de protection. Ses populations tendent à baisser selon les plongeurs sous-marins, sauf dans les zones protégées de son aire de répartition, notamment dans le parc national de Port-Cros.

### Utilisations
La chair fine de la Murène commune est consommée depuis l'Antiquité. Sa peau est utilisée pour la fabrication de cuir de poisson.

### Morsure

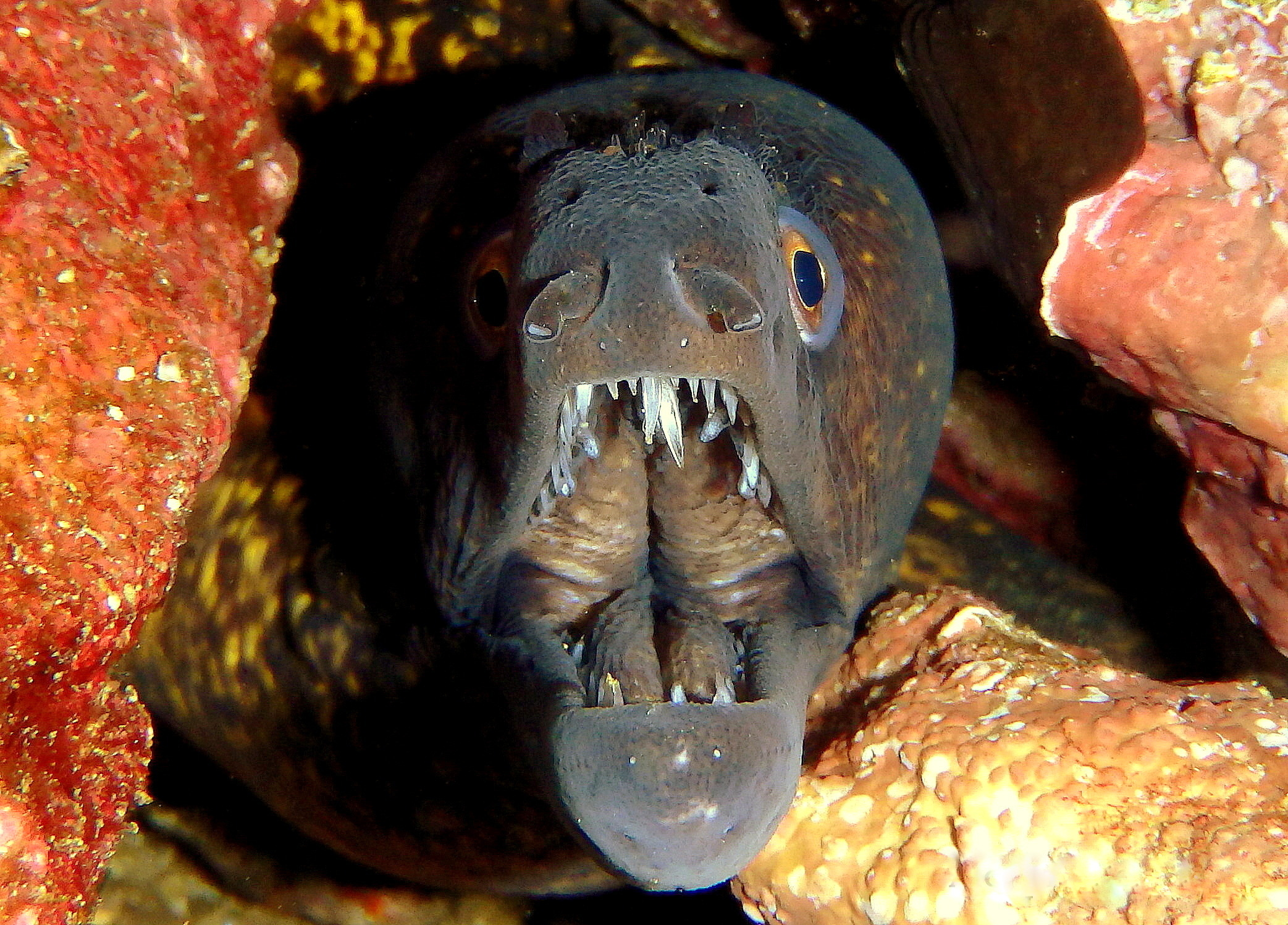
Bien que non agressive, la Murène commune possède des dents longues et pointues pouvant infliger de sérieuses morsures.

La Murène commune n'est pas agressive mais peut mordre si elle se sent menacée, il faut donc éviter d'introduire ses mains dans les anfractuosités des rochers sans en avoir vérifié au préalable les occupants.
Elle ne sécrète pas de venin mais sa salive contient des sécrétions à action digestive, hémolytique et neurotoxique, rendant sa morsure potentiellement dangereuse. De plus, les souillures alimentaires de ses dents peuvent causer une surinfection et ralentir la cicatrisation.